# Estación de Benidorm (TRAM Alicante)
Benidorm es una estación del TRAM Metropolitano de Alicante donde prestan servicio y se conectan las líneas 1 y 9. Está situada cerca del centro de la ciudad de Benidorm.

## Localización y características
Se encuentra ubicada en la esquina que forman la calle Estación y la avenida Beniardá, desde donde puede accederse. En esta parada se realizan los transbordos entre las líneas 1 y 9 del Tram. Dispone de tres andenes y tres vías, además del edificio de la estación con máquinas de venta de billetes, punto de información y cafetería, así como otras dependencias. En enero del año 2022 se finalizó la última reforma efectuada en estas instalaciones. Junto a la estación hay una amplia zona de aparcamiento gratuito para vehículos.

## Historia
El 30 de julio de 2007 se puso en servicio la línea 1 del Tram. En un principio, con un trayecto desde Alicante, estación de Mercado, hasta Villajoyosa, parada de Creueta. El trazado llegó a Benidorm el 2 de junio del año 2008. Esto supuso que los transbordos de la línea 9 pasaran a realizarse en Benidorm. Asimismo, la ampliación permitió incrementar las frecuencias de paso de las líneas, conectando Mercado y Benidorm cada treinta minutos.

## Líneas y conexiones
| << Cabecera | < Estación   | Línea | Estación >          | Cabecera >> |
| ----------- | ------------ | ----- | ------------------- | ----------- |
| Luceros     | Terra Mítica |       | Benidorm Intermodal | Benidorm    |
| Benidorm    | Terminal     |       | Benidorm Intermodal | Denia       |

Enlace con las líneas de bus urbano Llorente Bus Benidorm (Grupo Avanza): Línea 01 y línea 08.

## Evolución del Tráfico
La evolución del número de viajeros en Benidorm en los últimos años ha sido la siguiente:
| Año       | 2010    | 2011    | 2012    | 2013    | 2014    | 2015    | 2016    | 2017    | 2018    | 2019    | 2020    | 2021    | 2022    |
| --------- | ------- | ------- | ------- | ------- | ------- | ------- | ------- | ------- | ------- | ------- | ------- | ------- | ------- |
| Pasajeros | 262.000 | 255.999 | 248.456 | 266.942 | 275.014 | 276.062 | 285.270 | 373.287 | 609.877 | 717.385 | 387.802 | 384.429 | 731.051 |